# Mar-biti-ahhe-iddina

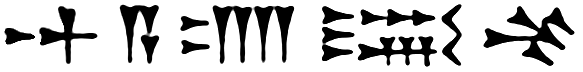
El nombre Mar-biti-ahhe-iddina en escritura cuneiforme acadia (babilónica).

Mār-bῑti-aḫḫē-iddina, (<<Mār-bῑti me ha dado hermanos>>), fue un rey de Babilonia en 942 a. C., sucediendo a su hermano, Ninurta-kudurri-usur II, y fue el tercer rey de la Dinastía de E. Es conocido, sólo por las listas de reyes, por una breve mención en una crónica, y por haber sido testigo en un kudurru del reinado de su padre, Nabu-mukin-apli.
La Crónica ecléctica se refiere lacónicamente al <<año enésimo de Mār-bῑti-aḫḫē-idinna>>, pero el contexto se ha perdido. La Lista sincrónica de reyes se refiere a él como el tercero de una serie de reyes de Babilonia que fueron contemporáneos del rey asirio, Tiglatpileser II (ca. 967–935 a. C.), lo que es plausible, basándose en la cronología.
El reinado de Mār-bῑti-aḫḫē-iddina puede haber terminado mucho antes de 920 a. C., pero hasta el acceso de Adad-nirari II de Asiria, alrededor de 912 a. C., no se reanudan los registros de sus homólogos de Babilonia, con su aparente sucesor, Shamash-mudammiq, del que no hay evidencia de su filiación.